# Coupe Spengler 2020
Navigation
Édition précédente Édition suivante
La Coupe Spengler 2020 devait être la 94e édition de la Coupe Spengler. Elle est prévue pour se dérouler comme chaque année du 26 au 31 décembre 2020, à Davos, en Suisse, mais est annulée fin octobre, en raison des incertitudes liées à la pandémie de Covid-19. Ce n'est que la cinquième fois après 1939, 1940, 1949 et 1956 qu'aucun vainqueur ne peut être désigné.

## Modus
Les six équipes participantes sont d'abord réparties en deux poules de trois, le groupe Torriani et le groupe Cattini. Chacune des équipes rencontre ses deux autres adversaires. La première équipe de chaque groupe est directement qualifiée pour les demi-finales. Les quatre autres équipes disputent des quarts de finale, durant lesquelles le deuxième du groupe Cattini rencontre le troisième du groupe Torriani, et inversement. Le vainqueur de chacun de ces quarts de finale est qualifié pour les demi-finales. Les deux équipes victorieuses s'affrontent en finale, le 31 décembre à midi.

## Participants prévus avant l'annulation
- Ak Bars Kazan (KHL)
- HC Ambrì-Piotta (NL)
- HC Davos (NL)
- Équipe du Canada
- KooKoo Kouvola (Liiga)
- HC Sparta Prague (Extraliga)